# 埃馬紐埃爾·珀蒂 (射擊運動員)
埃馬紐埃爾·珀蒂（Emmanuel Petit，1972年12月4日—）生於法國拉羅歇爾，是一名法國射擊運動員，主攻定向飛靶項目，曾獲得2018年世界射擊錦標賽男子定向飛靶第四名。

## 外部連結
- ISSF （页面存档备份，存于）